# Liste der Naturdenkmale in Albisheim (Pfrimm)
Die Liste der Naturdenkmale in Albisheim (Pfrimm) nennt die im Gemeindegebiet von Albisheim (Pfrimm) ausgewiesenen Naturdenkmale (Stand 28. März 2024).

## Naturdenkmale
| Nr.         | Bezeichnung                           | Lage                                          | Beschreibung | Bild                                    |
| ----------- | ------------------------------------- | --------------------------------------------- | --- | --------------------------------------- |
| ND-7333-067 | Speierling am Wartturm                | nordwestlich des Ortes; Flur Am Wartturm Lage | Sorbus domestica | Direkt Bild zu diesem Denkmal hochladen |
| ND-7333-126 | Baumreihen am Sportplatz              | Stetter Straße, am Sportplatz Lage            | Tilia cordata, Acer pseudoplatanus und Populus ×canadensis, insgesamt 21 Bäume; zwischen 1930 und 1960 gepflanzt, 12–25 m hoch | Direkt Bild zu diesem Denkmal hochladen |
| ND-7333-127 | Alte Eibe                             | Hammerhof, bei Nr. 12 Lage                    | Taxus baccata | Direkt Bild zu diesem Denkmal hochladen |
| ND-7333-128 | Lindenallee auf dem Friedhof          | Stetter Straße, bei Nr. 1 Lage                | Tilia cordata, 14 Bäume; um 1900 gepflanzt, bis zu 26 m hoch                                                                   | Direkt Bild zu diesem Denkmal hochladen |
| ND-7333-129 | Baumreihe in der oberen Bahnhofstraße | Obere Bahnhofstraße Lage                      | Acer pseudoplatanus, 14 Bäume; um 1910 gepflanzt, bis zu 28 m hoch                                                             | Direkt Bild zu diesem Denkmal hochladen |
| ND-7333-134 | Baumreihe in der Alleestraße          | Alleestraße Lage                              | Tilia cordata, zehn Bäume, und Platanus ×hispanica, ein Baum; um 1930 gepflanzt, bis zu 20 m hoch                              | Direkt Bild zu diesem Denkmal hochladen |